# Kai Ewans
Kai Ewans (* 10. April 1906 in Hørsholm als Kai Peter Anthon Nielsen; † 4. April 1988 in Connecticut) war ein dänisch-amerikanischer Jazzmusiker (Altsaxophon, Klarinette) und gehörte, auch als Leiter von Bigbands, zu den Pionieren des Jazz in Dänemark.

## Leben und Wirken
Ewans spielte zunächst Banjo, wechselte aber 1923 zum Saxophon, als er die Blues Jazz Band gründete. Die Gruppe löste sich 1924 auf, woraufhin Ewans von 1924 bis 1926 zum Ensemble von Valdemar Eiberg gehörte. Er nahm 1927 den Namen Kai Ewans an und leitete 1927 bis 1928 die erste dänische Bigband und dann bis 1931 Bands in Belgien und Deutschland. Danach spielte er bei Bernard Etté, bei Kaj Julian (1931–32) und bei Erik Tuxen (1932–36). 1936 gründete er wieder eine eigene Bigband, der Instrumentalisten wie Peter Rasmussen, Erik Parker oder Henry Hagemann und Sänger wie Ingelise Rune, Raquel Rastenni oder Freddy Albeck angehörten. Die Band tourte 1936 mit Benny Carter (mit dem es auch zu Aufnahmen kam) und im Folgejahr mit Adelaide Hall. Die Formation löste sich 1947 auf. Danach arbeitete Ewans in den USA und zog 1956 nach Kalifornien. Von 1960 bis 1964 leitete er mit Carter ein Restaurant in Beverly Hills und kehrte später in diesem Jahrzehnt nach Kopenhagen zurück, um dort wieder zu spielen. Er zog sich später nach Connecticut zurück. Zwischen 1924 und 1946 war er an 75 Aufnahmesitzungen im Bereich des Jazz beteiligt.
Ewans Enkelin Vanessa war mit Donald Trump Jr. verheiratet.